# Курган-Тюбинский областной комитет КП Таджикистана
Курган-Тюбинский областной комитет КП Таджикистана - орган управления Курган-Тюбинской областной партийной организацией, существовавшей в 1944-1947, 1977-1988 и 1990-1991 годах.
Курган-Тюбинская область создана 7 января 1944 года из частей Кулябской и Сталинабадской областей, 23 января 1947 года упразднена, территория передана в состав Сталинабадской. Вновь образована 29 декабря 1973 года. Центр - г. Курган-Тюбе.
8 сентября 1988 года образована Хатлонская область из территорий Курган-Тюбинской и Кулябской областей. Центр - г. Курган-Тюбе.
В 1990 году Курган-Тюбинская область была ненадолго восстановлена, но в декабре 1992 окончательно упразднена и вошла в состав Хатлонской области.

## Первые секретари Курган-Тюбинского обкома (1944-1947, 1977-1988, 1990-1991)
- 01.-03.1944 Дубровский, Александр Афанасьевич
- 1944-1945 Муминов, Акбар
- /1945-/ Дусматов, Джур
- /01.1946/- Ашуров, Нигмат
- 04.1977-1984 Паллаев Гаибназар Паллаевич
- 1984-1988. Касимов, Абдукарим Касимович
- 03.1990-08.1991 Халимов, Иззатулло

## Первый секретарь Хатлонского обкома (1988-1990)
17.09.1988-1990 Халимов Иззатулло